# Псковська духовна семінарія
Псковська духовна семінарія — середній навчальний заклад києво-могилянського типу у Псковській єпархії Російської православної церкви (безпатріаршої). Заснована українським православним діячем, архієпископом Варлаамом Леницьким 1732.

## Історія
Заснована у 1732 за ініціативи архієпископа Псковського та Нарвського Варлаама Леницького, який прибув до Пскова з України, з єпископської кафедри вікарія Київської митрополії. Псковська духовна семінарія створювалася за освітнім шаблоном, створеним українськими просвітитетлями на території Московії у 18 столітті (базова модель — Слов'яно-греко-латинська академія у Москві).
Освітня робота значною мірою була спрямована на навернення у синодальне православ'я корінних фіно-угорських народів Псковської єпархії (водь, естонці, сету), проте даних про спроби перекладів церковних текстів місцевими фіно-угорськими мовами немає. Де-факто, діяльність Псковської духовної семінарії у 18 столітті підвищила ефективність русифікації фіно-угорських околиць єпархії, посилила вплив синодального православ'я на східних естонських теренах.
1738 — для семінарії була вибудувана будівля поруч із подвір'ям Сетуського Псково-Печерського монастиря.
До другої половини 18 століття справами Псковської духовної семінарії займалися винятково архієреї-українці: Стефан (Калиновський), Гедеон (Криновський), Симон (Тодорський), Веніамін (Пуцек-Григорович). А в часи імператора Ніколая І ректором семінарії був ще один діяч українського православ'я — Антоній (Шокотов) (23 червня 1841—1850).

### Розбудова
1770 — приміщення було перебудоване після пожежі.
У XIX столітті, для розширення приміщення семінарії, архієпископ Євгеній (Казанцев) придбав дерев'яний будинок на кам'яному фундаменті коштом семінарії.
1840 — постало питання про будівництво нового приміщення. Будівництво нового двоповерхового будинку зведено на місці колишнього будинку. У приміщення були просторі світлі кляси. У центральній частині розташовувалась домова церква. На початку ХХ століття, за проектом петербурзького архітектора О. Павловського, стара і нова будівлі були об'єднані. Під час перебудови приміщення 1901—1904 архітектор Павловський надбудував приміщення об'ємом домової церкви на честь Трьох святителів з купольним завершенням (двосвітна зала).
1918 Псковська духовна семінарія розігнана большевиками. Після 1991 не відродилася.
Тепер у приміщенні семінарії розташований природничо-географічний факультет Псковського державного університету.

## Ректори
- Мелетій (Леонтович) (1823—1824)
- Інокентій (Сельнокринов-Коровін) (1824—1826)
- Мелхіседек (Золотинський) (22 грудня 1828 — ?)
- Антоній (Шокотов) (23 червня 1841—1850)
- Полікарп (Гонорський) (17 лютого 1850 — 1 лютого 1851)
- Аполос (Бєляєв) (26 жовтня 1856—1859)
- Віталій (Вертоградов) (22 лютого 1864 — 10 січня 1865)
- (1876—1881)
- Михайло Михайлович Дрекслер (1881—1885)
- Борис (Шипулін) (1904—1905)
- Никодим (Кротков) (1905—1907)
- Олександр (Лепорський) (1908—1918)